# Hylaeus quadratifer
Hylaeus quadratifer là một loài Hymenoptera trong họ Colletidae. Loài này được Cockerell mô tả khoa học năm 1912.